# Челино Сан Марко
Челѝно Сан Ма̀рко (на италиански: Cellino San Marco, на местен диалект Cilinu Santu Marcu, Чилину Санту Марку) е градче и община в Южна Италия, провинция Бриндизи, регион Пулия. Разположено е на 58 m надморска височина. Населението на общината е 6755 души (към 2010 г.).